# Prądno
Prądno [pronunciación en polaco: /ˈprɔndnɔ/] es un asentamiento en el distrito administrativo de Gmina Barlinek, condado de Myślibórz, voivodato de Pomerania Occidental, en el noroeste de Polonia. Se encuentra aproximadamente 5 kilómetros al sureste de Barlinek, 27 kilómetros al este de Myślibórz, y 67 kilómetros al sureste de la capital regional Szczecin.
Para conocer la historia de la región, véase también Historia de Pomerania.